# Juan Manuel Cajigal
Juan Manuel Cajigal é um município da Venezuela localizado no estado de Anzoátegui.
A capital do município é a cidade de Onoto.